# Singaleser

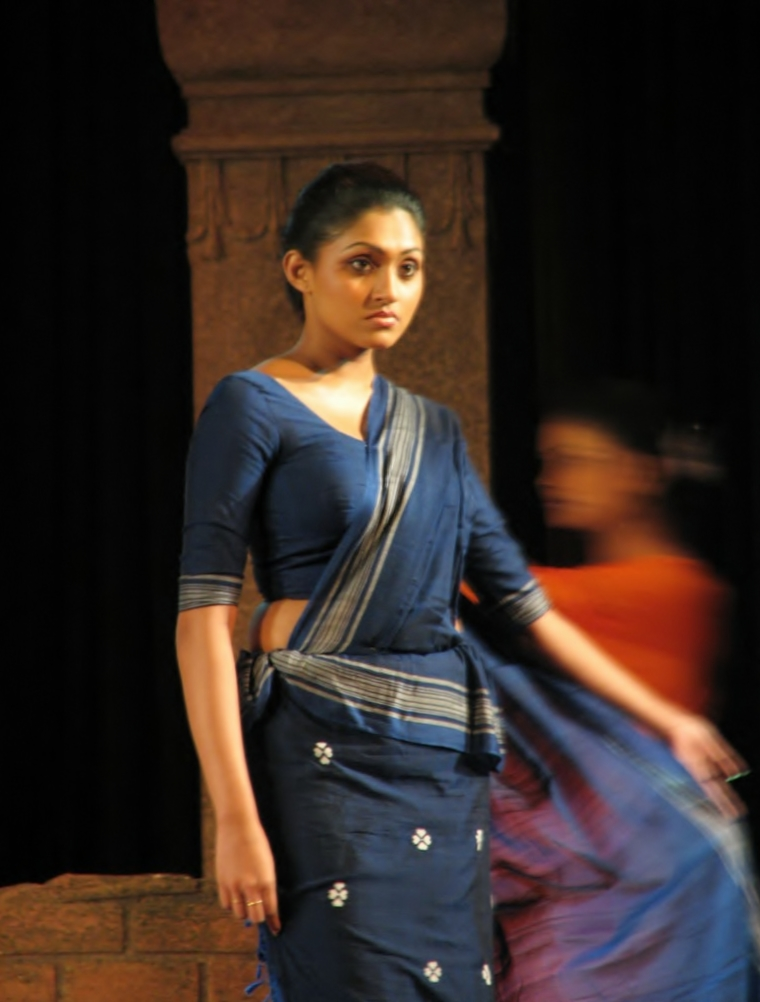
Singalesisk flicka som bär en traditionell sari (osaria)

Singaleser är den största folkgruppen i Sri Lanka. Det bor drygt 17 miljoner i Sri Lanka och 320 000 i Mellanöstern, Västeuropa, Nordamerika och i Sydostasien. De talar singalesiska, ett  indoariskt språk. Singaleser tros härstamma från norra Indien/Nepal. Singaleser "Singhala"/"Singheja" (ett sanskritord) betyder lejon  och därmed betyder "singaleser" lejonfolket.